# Don’t Change Your Husband (1929)
Don’t Change Your Husband (1929): (xinès simplificat:  情海重吻; també traduïda a l'anglès com Kisses Once , com A Kiss in the Sea of Love. i com Kissed Again in a Sea of Love . Pel·lícula muda xinesa de l'any 1929, d'una durada de 61 minuts, amb intertítols en xinès i en anglès. Produïda per Great Lilium Picture (大中華百合影片公司) dirigida per Xie Yunqing, també conegut com  Y.C Zai  o Xie Yonglan.

## Estil i realització
Great Lilium Picture, va ser un dels diversos estudis de Shanghai que feien pel·lícules per al públic xinès, que tractaven qüestions de canvi social i modernització en el període republicà. Uns determinats films volien reflectir les aspiracions d'una nació que lluitava per progressar un cop superat l'estancament dels darrers anys de la Dinastia Qing.
El títol en anglès de la pel·lícula s'ha interpertat com un homenatge a la film Don’t Change Your Husband, de l'any 1919, dirigida per  Cecil B. De Mille, protagonitzada per Gloria Swanson.
El director Xie Yunqing,  es germà de Xie Caizhen, considerada per diverses fonts com la primera dona directora de cinema a la Xina.

## Trama
És l'estiu de 1928 i Wang Qiping té problemes. Després de ser acomiadat com a treballador de coll blanc a Shangai, amb la justificació d'haver arribat tard a la feina, descobreix que la seva dona Xie Lijun ha estat embolicada amb un noi ric, l'estudiant universitari Chen Mengtian (Chen Mong Tien). La mare de Wang està furiosa pel comportament de la seva nora i va a la mansió Xie per demanar que tornin els regals de compromís. La senyora Xie, sabent que la seva filla s'equivoca, envia els seus criats a buscar la seva filla i controlar els danys. Aleshores accedeix al pla de Chen per pressionar la parella perquè sol·liciti el divorci amb l'amic de Chen, l'advocat Cui (Tsai/Chay).
Xie, creient que ella i Chen estan realment enamorades, deixa que Chen la persuadi perquè es divorcii i vagi al despatx de l'advocat, malgrat alguns recels. Wang vessa abundants llàgrimes per la seva separació, però apareix quan rep una carta de l'advocat Cui. A l'oficina de l'advocat es produeix una escena de farsa, en la qual tant el marit com la dona ho pensen, i els apoderats acaben fent-se càrrec: la senyora Wang signant pel seu fill i Chen guiant la mà de Xie. Wang està inconsolable, mentre que Xie es pregunta si ha fet el correcte, malgrat les garanties de Chen que ara estan al "setè cel".
Es produeix un judici quan el pare de Xie Lijun, el senyor Xie, torna a Shanghai per celebrar el seu cinquantè aniversari. Wang Qiping sorprèn el senyor Xie en revelar que ja no són parents; Chen Mengtian rep un telegrama del seu pare que el retreu per la seva disbauxa i segueix la seva ordre de tornar a casa per a un matrimoni concertat; i l'abandonat Xie Lijun s'ensorra al lloc de Chen. El senyor Xie demana a Qiping que perdoni a  Lijun i torni, i la parella es reconcilia quan Qiping salva a una Lijun que volia llançar-se al mar.
Es pot veure a YouTube.

## Repartiment
| Actor/Actriu  | Paper                                                             |
| ------------- | ----------------------------------------------------------------- |
| Wang Naidong  | Wang Qiping                                                       |
| Tang Tianxiu  | Lijun                                                             |
| Chen Yitang   | Chen Mengtian                                                     |
| Yang Aizhen   | Mare de Wang Qiping                                               |
| Wang Xieyan   | Mare de Lijun                                                     |
| Xie Yunqing   | Es erl director de la pel·lícula que fa el paper de pare de Lijun |
| Cui Tuansheng | Advocat                                                           |
| Wu Yixiao     | Criat de la família Lijun                                         |

Els personatges, especialment els més joves, tenen un aspecte molt occidentalitzat També hi va participar l'actriu Lee Ya Ching (Li Xianqing), també coneguda pel nom artístic de Lee Dandan, que va ser una de les pioneres de l'aviació xinesa.